# Walckenaeria abantensis
Walckenaeria abantensis är en spindelart som beskrevs av Jörg Wunderlich 1995. Walckenaeria abantensis ingår i släktet Walckenaeria och familjen täckvävarspindlar.
Artens utbredningsområde är Turkiet. Inga underarter finns listade i Catalogue of Life.